# Esercito dei 50 centesimi
L'esercito dei 50 centesimi, o partito dei 50 centesimi (in cinese: 五毛党), è il termine colloquiale utilizzato per indicare le persone pagate dalle autorità cinesi per scrivere commenti su Internet nel tentativo di manipolare l'opinione pubblica a beneficio del Partito Comunista Cinese. Il cosiddetto esercito dei 50 centesimi è stato creato in Cina durante la prima fase di diffusione di internet ad un ampio pubblico. Il nome deriva dall'asserzione che i commentatori venissero pagati cinquanta centesimi (di Renminbi) per ogni post, sebbene alcuni sostengano che probabilmente gli autori non venissero pagati per i post ma che gli fosse richiesto di scrivere i commenti come parte dei loro doveri verso il partito. I commentatori scrivevano commenti o articoli favorevoli sui social media popolari in Cina con l'intenzione di distogliere l'attenzione da discussioni malviste dal partito comunista. I loro contenuti promuovevano una narrazione favorevole agli interessi del governo nel contempo screditando gli oppositori politici e le critiche al governo cinese, sia interne che dall'estero. Il termine esercito dei 50 centesimi è stato in seguito usato anche come termine dispregiativo contro persone con una visione favorevole del Partito Comunista Cinese o con una visione nazionalista.
Un articolo del 2016 dell'università di Harvard sostenne che, in contrasto con quanto generalmente supposto, i commentatori erano per la maggior parte burocrati che, rispondendo alle direttive del governo in tempi di crisi, riempirono i social media cinesi con commenti pro-governativi. Raramente affrontavano dibattiti diretti e circa l'80% dei commenti analizzati riguardava il cheerleading pro-Cina con slogan ispiratori; il 13% dei commenti invece era costituito da apprezzamenti generali e suggerimenti alle politiche del governo.
Nel 2016 sembra che questa pratica sia per lo più cessata e la partecipazione propagandistica alle discussioni su internet è diventato parte del lavoro ordinario dei funzionari del partito comunista. Anche il tipo di partecipazione è cambiato, diventando più sottile e meno aggressivo.  Una ricerca indica che un'imponente operazione riservata, con l'obiettivo di riempire Internet in Cina con la propaganda governativa, ha avuto come risultato circa 488 milioni di post scritti da account falsi sui social media, su un totale di 80 miliardi di post scritti sui social media cinesi. Per massimizzare l'influenza, i commenti pro-governativi vengono scritti perlopiù in periodi caratterizzati da intensi dibattiti online o quando le proteste online potrebbero trasformarsi in azioni concrete.